# Cannibal Holocaust
Pour les articles homonymes, voir Cannibal.
Série Trilogie cannibale
Le Dernier Monde cannibale
(1977) Amazonia : La Jungle blanche
(1985)
Pour plus de détails, voir Fiche technique et Distribution.
Cannibal Holocaust, également connu sous le titre Terreur en Amazonie ou L'Enfer des cannibales, est un film d'horreur italien sorti en 1980, réalisé par Ruggero Deodato sur un scénario de Gianfranco Clerici. Il compte notamment Carl Gabriel Yorke, Robert Kerman, Francesca Ciardi et Luca Barbareschi dans sa distribution.
Se déroulant essentiellement dans la forêt amazonienne, le film met en scène le périple d'une expédition de secours partie à la recherche de quatre reporters disparus deux mois auparavant dans la jungle profonde. Une première partie retrace l'expédition, emmenée par le professeur Monroe, qui mène jusqu'aux tribus auxquelles les reporters ont été confrontés. Une seconde partie dévoile, à travers la visualisation à New York des pellicules des reporters que les autochtones avaient conservées, le sort des aventuriers perdus, tombés aux mains de tribus cannibales. Cette seconde partie est réalisée à la manière d'un documentaire amateur, donnant ainsi une illusion troublante de cinéma vérité. L'ensemble du film contient des images d'extrême violence (actes de torture associés au viol, à l'amputation, à l'émasculation, au meurtre, à la décapitation et à l'anthropophagie)
Le film a nécessité la mise à mort réelle de six animaux, dans des conditions particulièrement cruelles.
Très controversé dès sa sortie, le film est saisi par un magistrat italien après sa première diffusion en Italie tandis que Deodato est arrêté pour délit d'obscénité. Il est également accusé d'avoir réalisé un snuff movie en raison de rumeurs grandissantes de meurtres d'acteurs devant la caméra, pour les besoins du tournage. Deodato est disculpé de ces accusations mais se voit toutefois condamné pour cruauté envers les animaux. Le film a par ailleurs été interdit dans une soixantaine de pays dont l'Italie, le Royaume-Uni, l'Allemagne de l'Ouest et l'Australie. Il est aujourd'hui considéré comme un film culte du cinéma d'horreur en raison du malaise que la violence de ses images peut encore susciter.

## Résumé
Le film est divisé en deux parties qui ne se suivent pas chronologiquement. La première accompagne l'expédition de Monroe partie à la recherche des reporters américains disparus, tandis que la seconde consiste en la visualisation des pellicules appartenant aux reporters. Retrouvées par Monroe, elles retracent leur périple et élucident le mystère de leur sort. Le procédé utilisé place par ailleurs Cannibal Holocaust parmi les authentiques ancêtres, dans le genre horrifique, du found footage.
L'histoire commence par la diffusion à la télévision d'un reportage sur une équipe de cinéastes disparue en Amazonie alors qu'elle tournait un documentaire sur des tribus anthropophages. L'équipe se compose d'Alan Yates, le réalisateur, de Faye Daniels, sa compagne et la scripte, et de leurs deux amis Jack Anders et Mark Tomaso, tous deux cadreurs. Le professeur Harold Monroe, anthropologue à l'université de New York accepte de partir à la recherche des disparus. Il s'envole pour l'Amazonie et rencontre sur place Chaco et Miguel, deux guides qui vont l'assister dans son entreprise. L'expédition emmène un otage, un indien Yacumo, capturé par des militaires, et qui doit faciliter les relations et les échanges avec les populations autochtones. Après un long voyage dans la jungle et moult péripéties, le groupe assiste de loin à un rituel dans lequel un indien Yacumo punit sa femme coupable d'adultère : il la viole à l'aide d'un bout de bois oblong dont il se servira par la suite pour la tuer. Les aventuriers suivent le Yacumo jusqu'à une vaste clairière où ils sont embusqués par des guerriers. Miguel négocie avec eux la libération de l'otage en contrepartie de l'autorisation de les laisser pénétrer dans leur village où ils sont accueillis avec des marques de franche hostilité. Ils ne tardent pas à comprendre que les derniers hommes blancs venus visiter la tribu sont les membres de l'équipe disparue et qu'ils se sont comportés de manière inadmissible.
Miguel parvient à calmer les appréhensions du chef de la tribu et à nouer des relations amicales avec lui en lui offrant un couteau. Le jour suivant, les Yacumos emmènent le groupe jusqu'à la limite de leur territoire, dans une région où deux féroces tribus d’indigènes cannibales, les Yanomamos et les Shamataris se livrent une guerre sans fin. Monroe et ses compagnons suivent une troupe de guerriers Shamatoris jusqu'au bord d'une rivière et se portent au secours d'un petit groupe de Yanomamos, qui aurait succombé sous le nombre de leurs ennemis sans cette intervention. Reconnaissants, les Yanomamos invitent les trois hommes à les suivre dans leur village, où là encore, ils sont reçus avec hostilité. Afin de gagner la confiance des habitants, Monroe se baigne nu dans une rivière, à la plus grande joie de femmes Yanomamos qui l'emmènent après jusqu'à un sanctuaire composé d'ossements et de pellicules de films. Cette macabre découverte confirme ses pires craintes. Monroe échange les pellicules contre un magnétophone, puis le soir, il est invité ainsi que ses compagnons à un banquet cannibale.
De retour à New York, Monroe est contacté par les dirigeants de la Pan American Broadcast Company, la société de production pour laquelle travaillaient les quatre reporters, afin d'animer les séances de projection publique du documentaire retrouvé. Monroe subordonne son accord à la vision préalable des bobines. Ses interlocuteurs donnent leur accord et pour le familiariser avec les travaux et le style d'Alan Yates, ils lui projettent un extrait de l'un de ses documentaires tourné en Afrique, The last road to hell (La dernière route pour l'enfer). À l'issue de la projection, l'une des dirigeantes lui explique que Yates avait l'habitude de « mettre en scène » ses documentaires afin d'en augmenter l'impact sur le public. Perplexe, Monroe regarde le film tourné en Amazonie.
La première bobine commence par le début du voyage. Les reporters et leur guide, Felipe, s'enfoncent dans la forêt en direction du village des Yacumos, dressent un bivouac la nuit venant et tuent une tortue pour se nourrir. Le lendemain, Felipe est mordu au pied par un serpent venimeux. Jack lui coupe la jambe avec une machette pour empêcher le poison de se répandre dans le corps, mais Felipe décède. Après l'avoir enterré, l'équipe décide de poursuivre l'aventure. Les reporters aperçoivent des Yacumos dans une clairière. Jack blesse l'un d'eux à la jambe d'un coup de fusil afin que lui-même et ses équipiers soient en mesure de le suivre vers son village.
Comme le projectionniste passe à la seconde bobine, Monroe exprime clairement aux dirigeants de la Pan American Broadcast Company son désaccord avec les méthodes employées par les reporters et souligne qu'il y avait tout de même d'autres moyens d'entrer en contact avec les Yacumos. La projection des rushs reprend. Le groupe est arrivé au village. Les reporters forcent la quasi-totalité de ses habitants à pénétrer dans une grande hutte à laquelle ils mettent le feu, mettant ainsi en scène un soi-disant massacre de Yacumos par les Yanomamos. Monroe est scandalisé à la fois par l'horrible traitement infligé aux Yacumos et le manque d'éthique professionnelle des reporters, mais ses protestations sont ignorées des producteurs. Le lendemain, le documentaire révèle une nouvelle abomination : l'équipe filme la ritualisation d'une fausse couche à l'issue de laquelle le bébé mort-né est enterré dans la boue et la jeune femme tuée. Alan qualifie cet acte de « chirurgie sociale ».
Dans le studio, Monroe s'indigne de la volonté persistante des producteurs à vouloir diffuser publiquement le documentaire. Afin de les faire changer d'avis, il les invite à regarder les deux dernières bobines qu'il est le seul à avoir vues avec les monteurs. Les spectateurs assistent alors au viol d'une jeune fille Yanomamo par les reporters, malgré l'opposition de Faye. La dernière bobine débute par l'arrivée du groupe dans un endroit où la jeune fille qu'ils ont violée est empalée sur une perche. Alan, qui fait semblant d’être choqué devant la caméra, affirme que les indiens l'ont tuée pour satisfaire un « rite sexuel obscur », en lien avec la perte de sa virginité. Le groupe poursuit sa route et est attaqué par les Yanomamos qui veulent vraisemblablement venger le viol de la fille. Le groupe répond par des coups de feu mais Jack est transpercé par une lance et Alan lui tire une balle dans la tête afin de lui éviter les souffrances que les Yanomamos comptent lui infliger. Mark filme l'émasculation de son cadavre et son dépeçage par les cannibales qui le dévorent. Les trois survivants tentent alors de fuir, mais Faye est rattrapée et capturée. Alan essaie de persuader Mark de l'aider à la sauver mais ce dernier préfère filmer d'une cachette le viol collectif de Faye puis sa décapitation. Alan et Mark sont ensuite localisés par les cannibales. La caméra tombe sur le sol et la dernière prise de vue montre la tête sanguinolente d'Alan qui tombe devant l'objectif. Dans la salle de projection, c'est le silence. Puis les producteurs donnent l'ordre de brûler les pellicules tandis que Monroe quitte le studio en se demandant « qui sont les vrais cannibales ? ».

## Fiche technique
- Titre original italien : Cannibal Holocaust[1]
- Titre français : Cannibal Holocaust ou Terreur en Amazonie[2],[3]
- Titre québécois : L'Enfer des cannibales[4]
- Réalisation : Ruggero Deodato
- Scénario : Gianfranco Clerici et Ruggero Deodato
- Décors : Massimo Antonello Geleng
- Costumes : Lucia Costantini
- Directeur de la photographie : Sergio D'Offizi et Ruggero Deodato
- Montage : Vincenzo Tomassi et Ruggero Deodato
- Musique : Riz Ortolani
- Effets spéciaux : Aldo Gasparri
- Assistants réalisateurs : Salvatore Basile, Lamberto Bava,
- Production : Franco Di Nunzio, Franco Palaggi, Ruggero Deodato et Robert Kerman
- Producteur Exécutif : Ruggero Deodato et Robert Kerman
- Directeur de production : Giovanni Masini et Gillo Pontecorvo
- Société de production : F.D. Cinematografica
- Budget : 200 000 dollars
- Pays d'origine :  Italie
- Langue : anglais, espagnol
- Format : Couleurs - 2.35:1 - mono - 16 mm
- Genre : Horreur, Gore
- Durée : 92 minutes (version censurée), 98 minutes (version intégrale)
- Dates de sortie :
  - Italie : 7 février 1980
  - France : 22 avril 1981
- Classification :
  - France : Interdit aux moins de 16 ans[5] (version censurée) et Interdit aux moins de 18 ans[5] (version intégrale et inédite).
  - Allemagne de l'Ouest / Finlande / Norvège / Irlande / Australie : censuré.
- Affiche : Macario Gómez Quibus (Espagne)

## Distribution
- Robert Kerman : Harold Monroe, le professeur d'anthropologie à l'université de New York
- Carl Gabriel Yorke (en) (VF : José Luccioni (acteur)) : Alan Yates, le reporter
- Francesca Ciardi : Faye Daniels, le reporter et la petite amie d'Alan
- Perry Pirkanen (en) : Jack Anders, le reporter et le cadreur
- Luca Barbareschi : Mark Tomaso, le reporter et l'assistant cadreur
- Salvatore Basile (es) : Chaco Losojos
- Ricardo Fuentes (it) : Felipe Ocaña, le guide
- Luigina Rocchi (it) : le chef Yacumo/ le chef Yanomamo

## Production
La production commence en 1979, lorsque Deodato est contacté par un producteur allemand pour réaliser un film dans le genre du Dernier Monde cannibale (Ultimo mondo cannibale), tourné par le cinéaste en 1977. Il accepte et contacte son ami Francesco Palaggi pour en assurer la production.
Ils partent tous deux en Colombie pour effectuer des repérages et choisissent la ville de Leticia comme base de tournage, sur les conseils d'un documentariste colombien rencontré à l'aéroport de Bogota. D'autres sites ont été envisagés, notamment celui où a été tourné Queimada par Gillo Pontecorvo, mais ils ont été écartés parce qu'il n'y avait pas assez de forêt vierge aux alentours. Leticia n'est accessible que par avion et de là, toute l'équipe du film doit prendre le bateau pour rejoindre les lieux du tournage,. Les conditions locales posent de nombreux problèmes à la production, en particulier la chaleur et surtout les pluies torrentielles soudaines qui empêchent les prises de vue et entraînent des retards,.
Le tournage commence le 4 juin 1979, mais il est brièvement interrompu dans l'attente de l'arrivée de Yorke. Les premières scènes tournées sont celles qui concernent l'équipe de reporters. Des caméras de 16mm portées à l'épaule sont utilisées, dans un style de cinéma vérité, afin de renforcer l'impression d'authenticité du documentaire. Cette partie du film terminée, Kerman arrive pour tourner ses scènes dans la forêt vierge, puis toute la production s'est rendue à New York pour filmer les scènes d'extérieur se déroulant dans cette ville. Les scènes d'intérieur ont été réalisées en studio à Rome,

## Accueil
À la sortie du film sur les écrans, le réalisateur est amené devant les tribunaux car de nombreuses personnes croient que les acteurs se sont réellement fait manger. Le réalisateur arrêté doit prouver que les bandes vidéo sont fausses, que les acteurs sont toujours en vie et est même invité à reconstituer, dans la salle de son procès, les effets spéciaux ayant servi à la réalisation de la scène de la femme empalée. En raison des preuves qu'il apporte, le réalisateur n'est donc pas poursuivi pour meurtre mais se voit tout de même condamné pour cruauté envers les animaux. Le film est censuré, voire interdit, dans de très nombreux pays.
De nombreuses personnes se sont interrogées sur les raisons qui avaient pu motiver la réalisation d'un film aussi violent. D'après le réalisateur, il voulait réaliser un film évoquant la déontologie du journalisme moderne. Il déclare avoir décidé de tourner ce film après avoir vu son fils confronté à la violence des médias télévisés, souhaitant montrer à quel point les journalistes cultivent le sensationnalisme. Mais cette dénonciation de la violence et des médias prend paradoxalement la forme d'un film très violent.

### Controverse
Le film provoqua un scandale à sa sortie. En Italie, le réalisateur Ruggero Deodato eut des ennuis avec la censure. Une rumeur circulait, faisant croire que les acteurs avaient vraiment été mangés vivants durant le tournage. Le réalisateur décida de passer avec eux à la télévision pour montrer qu'ils n'avaient pas été tués.
Le film contient des images crues (simulacre d'une découpe de carcasse humaine, castration, amputation…) ou encore de pornographie (plusieurs scènes de viols, dont deux viols collectifs). Par contre, des animaux ont effectivement été tués durant le tournage, avec notamment une tortue d'eau violemment démembrée. Interrogé à ce sujet, le réalisateur répondit simplement que « les quotas de chasse avaient été respectés. » Ce dernier point entraîna pourtant sa censure en Italie. Deodato indiqua plus tard regretter la mort des animaux,
. 
Le film a été censuré en Allemagne de l'Ouest, en Australie, en Finlande, en Irlande, et en Norvège. Il a également été classé X, interdit aux moins de seize ou dix-huit ans dans de nombreux pays. En 1990, il est interdit aux moins de seize ans en France pour sa version censurée lors de sa sortie en salles à l'époque. En 2004, lors de sa sortie en DVD, il est interdit aux moins de dix-huit ans pour sa version intégrale et inédite (non-censurée) en France.
Malgré sa réputation sulfureuse, certains critiques voient dans Cannibal Holocaust une charge féroce à l'encontre de la société dite civilisée.

## Postérité
- Le titre Cannibal Holocaust 2 a été donné dans les pays anglo-saxons à deux films de cannibales différents qui n'ont aucun rapport avec celui-ci.
- Le rappeur Fuzati, membre du Klub des Loosers, a samplé l'une des musiques dans son titre De l'amour à la haine.

#### Radio
- « "Cannibal holocaust", le film le plus controversé de l'histoire du cinéma ? », Affaires sensibles, France Inter, 15 janvier 2025.